# 国家预算调节基金
国家预算调节基金，简称“调节基金”，是中国国务院于1989年2月17日颁布、自1989年1月1日起实施、为加强宏观调控能力、补充各级财政资金的不足，对国营企事业单位、机关团体、部队与地方政府的各项预算外资金和所有集体企业、私营企业以及个体工商业户缴纳所得税后的利润征集的基金。“国家预算调节基金”与1989年起实行“国家能源交通重点建设基金”合称“两金”。